# New Bern
New Bern is een plaats (city) in de Amerikaanse staat North Carolina, en valt bestuurlijk gezien onder Craven County en vernoemd naar de Zwitserse stad Bern. De stad werd in 1710 gesticht door Zwitserse en Duitse immigranten onder leiding van Christoph von Graffenried en John Lawson. De plaats was in eerste instantie de koloniale hoofdstad van North Carolina en ook na de Amerikaanse Burgeroorlog was New Bern even staatshoofdstad. New Bern is ook de geboorteplaats van het colamerk Pepsi.

## Demografie
Bij de volkstelling in 2000 werd het aantal inwoners vastgesteld op 23.128.
In 2006 is het aantal inwoners door het United States Census Bureau geschat op 27.650, een stijging van 4522 (19.6%).

## Geografie
Volgens het United States Census Bureau beslaat de plaats een oppervlakte van
69,9 km², waarvan 66,9 km² land en 3,0 km² water. New Bern ligt op ongeveer 6 m boven zeeniveau.

## Plaatsen in de nabije omgeving
De onderstaande figuur toont nabijgelegen plaatsen in een straal van 8 km rond New Bern.

## Geboren
- Richard Dobbs Spaight (1758–1802), gouverneur van North Carolina (1791-1795)
- Lewis Addison Armistead (1817–1863), brigadegeneraal in het leger van de Geconfedereerde Staten van Amerika
- Linda McMahon (1948), ondernemer en politica
- Kevin Williamson (1965), filmproducent en -regisseur
- Rob Morgan (?), acteur